# 威斯福高中
威斯福高中（Westerford High School）是位于南非西开普省开普敦的一所公立男女同校的高中。 
它在兰德布什拥有一所校园，该校园是主要的教学楼所在的地方，在纽兰兹拥有一个中学体育场所。 学校靠近纽兰兹橄榄球场和桌山 。 这所学校创办于1953年1月21日，并于2013年3月7日庆祝了其成立六十周年纪念日。 
威斯福（Westerford）在当地社区中享有重要地位，接待了前南非总统 ， 纳尔逊·曼德拉 （ Nelson Mandela）等南非重要人物的访问，以及前教育部长卡德·阿斯玛尔等客座发言人。 
2009年，威斯福高中被《周日时报》评为南非顶级公立学校 ，也是开普敦大学最大的学生供应学校之一。 

## 历史
威斯福（Westerford）成立于于1954年1月，坐落在一个不再存在的旧宅基地中。 该站点最初被称为Westervoort（南非荷兰语为“继续向西”），但该学校的名称为克莱蒙特中学，该学校与迪恩街上的一所小学共享校园。 1952年底，克莱尔蒙特中学的学生们将书桌转移到了新的校园。
第一任校长诺埃尔·泰勒（Noel Taylor）开始将学校简称为威斯福中学（Westerford Secondary School），1953年，开普教育委员会（Cape School Board）认可了这个名字。 1956年，第一批学生从该校毕业，学校更名为威斯福学院。 
该机构在第一年中从29名学生迅速发展到34名，并进一步发展直到到1959年，一个以首任校长的名字命名的新礼堂将成为了为504名学生和27名职工服务的校舍的一部分。 

### 校徽的由来
首任校长诺埃尔·泰勒（Noel Taylor）是校徽的设计者。 据说，当他访问校园时，他看到了魔鬼峰后面的夕阳，光线穿过校园中的橡树。 根据这一场景，他绘制了设计草图。该设计至今仍在使用。 但是，徽章与附近的奥克赫斯特小学 （成立于47年前）非常相似，而且两所学校的校训相同。 

## 校园
该机构目前与原始宅基地位于同一地点，尽管现在已没有宅基地的痕迹。 学校现在拥有供学生使用的许多设施，包括专门的体育中心和曲棍球用假草坪。 

## 学生
学校有900名13至18岁的学生，分布在5个不同年级。 理想情况下，每班人数应保持在30名以下并确保男女人数大致相等。 
威斯福高中的一名毕业生学生在2005年的南非高考中成绩排名全国第12。  该学校还因获得出色的学习成绩而获得了2005年优秀高考学校奖的书券奖励。 该学校以100％的通过率、47％的优秀率和96％的大学录取率被评为西开普省排名前10的学校。 2006年7月，一名威斯福中学获得了全国英语奥林匹克奖。 
在2006年的高考成绩中，该学校再次以100％的通过率、46％的优秀率和98％的大学录取率再次进入省前十名。 2007年通过率依然是100％、优秀率率是43％、大学录取率是97％。 

## 职工
现任学校校长是马克·史密斯先生，学校拥有近90名教学、行政、维护和地勤人员。 

### 前校长
- 罗伯·勒儒先生（Mr Rob le Roux）
- 阿伦·克拉克先生（Mr Alan Clarke）
- 约翰·吉本博士（Dr John Gibbon）
- 诺埃尔·泰勒先生（创始校长）（Mr Noel Taylor (founder)）

## 课外活动
学校目前有40多个由学生运营的俱乐部和社团。 它们涉及从艺术和文化到宗教，政治和社会福利等学校生活的各个方面。这些俱乐部中最活跃的俱乐部之一是历史与时事协会，一个由学生运营的社团。举办有演讲者到场并向学生和老师致辞的活动。 历史和时事主持的演讲者包括雅各布·祖马（Jacob Zuma） ， 卡德·阿斯玛尔（Kader Asmal） ， 奥比·萨克斯（Albie Sachs）大法官等。 

## 课程
威斯福有艺术和音乐系。 学生在8年级和9年级有九个特定的学习领域，而10年级，11年级和12年级则可选七个科目并可选修第八个科目。 